# لصوص بغداد
لصوص بغداد هو رواية غير خيالية كتبها العقيد ماثيو بوغدانوس حول السعي لاستعادة أكثر من ألف قطعة أثرية مفقودة من المتحف الوطني العراقي في بغداد بعد الغزو الأمريكي للعراق.

## المواضيع

### قصة تعقب القطع المسروقة
يتناول جزء كبير من الكتاب كيفية إقامة وحدته معسكرًا في مكتبة المتحف العراقي في أبريل 2003 ومحاولتها استعادة القطع الأثرية المفقودة. طور علاقاته مع موظفي المتحف، واستنادا إلى معرفته بالحضارات القديمة، فضلا عن معرفته بعمل الشرطة، بعد أن كان مدعيا جنائيا في نيويورك لسنوات عديدة، يروي كيف تمكن هو والفريق من استعادة كمية ضخمة من الأموال وكمية من الآثار التي لا تقدر بثمن والتي نهبها من المتحف في الأيام التي تلت الاحتلال وحتى السنوات الماضية.

### تحليل فكرة أن الولايات المتحدة سمحت بنهب المتحف مع حماية وزارة النفط
لقد تناول تفاصيل كبيرة حول موضوع أن الولايات المتحدة سمحت بنهب المتحف بينما كانت تحمي وزارة النفط.
يخوض بوغدانوس في تفاصيل كبيرة حول سبب عدم دقة هذه القصة. أولا هناك اختلافات أساسية في الموقعين. وكانت وزارة النفط عبارة عن مبنى واحد قصف ولم يكن به أي شاغل عند وصول القوات الأمريكية.
من ناحية أخرى، تبلغ مساحة المتحف 11-أكر (45,000 م2)، مليء بالمباني المختلفة، ومليء بقوات الجيش العراقي، ومحصن بمواقع القناصة والمدافع، عندما أرسلت مجموعة صغيرة من القوات الأميركية لأول مرة لتفقده. وكانت الطريقة الوحيدة "لحماية" المتحف في ذلك الوقت، في البداية، هي مهاجمته وطرد الجيش العراقي... دمر المتحف في معركة مروعة بالأسلحة النارية. هذه هي حجة بوغدانوس تقريبًا.

### التعليقات والصحافة
- "السيرة الذاتية للعقيد البحري ماثيو بوغدانوس من شأنها أن تخجل إنديانا جونز". – أخبار الولايات المتحدة والتقرير العالمي
- بوغدانوس، ماثيو (17 يونيو 2009). "ماثيو بوغدانوس". محادثات مع آلان وولبر (Interview). آلان ولبر. WBGO. مؤرشف من الأصل في 2023-10-03. اطلع عليه بتاريخ 2009-07-27.

## روابط خارجية
- مقابلة مع بوغدانوس حول لصوص بغداد، 8 أبريل 2006